# Eva B. Magnusson
Eva B. Magnusson, född Hamrin den 31 december 1938 i Norrtälje, död den 24 december 2022 i Lindesberg, var en svensk poet.
Magnusson växte upp i Åkersberga norr om Stockholm, men var bosatt i Lindesberg från 1968. Hon arbetade innan sin pension som gymnasielärare i engelska och franska. Hon samarbetade med konstnären Eva Lidén i ett par böcker och utställningar.

## Priser och utmärkelser
- 2003 – Sten Hagliden-priset [1]
- 2005 – Stig Carlson-priset [1] med motiveringen "För en sinnestät poesi som när tankens oro"
- 2005 – Sigtunastiftelsens författarstipendium
- 2010 – Årets länsförfattare i Örebro län [3]